# Instytut Cervantesa
Instituto Cervantes – publiczna instytucja kulturalna założona w 1991, zależna od hiszpańskiego Ministerstwa Spraw Zagranicznych.

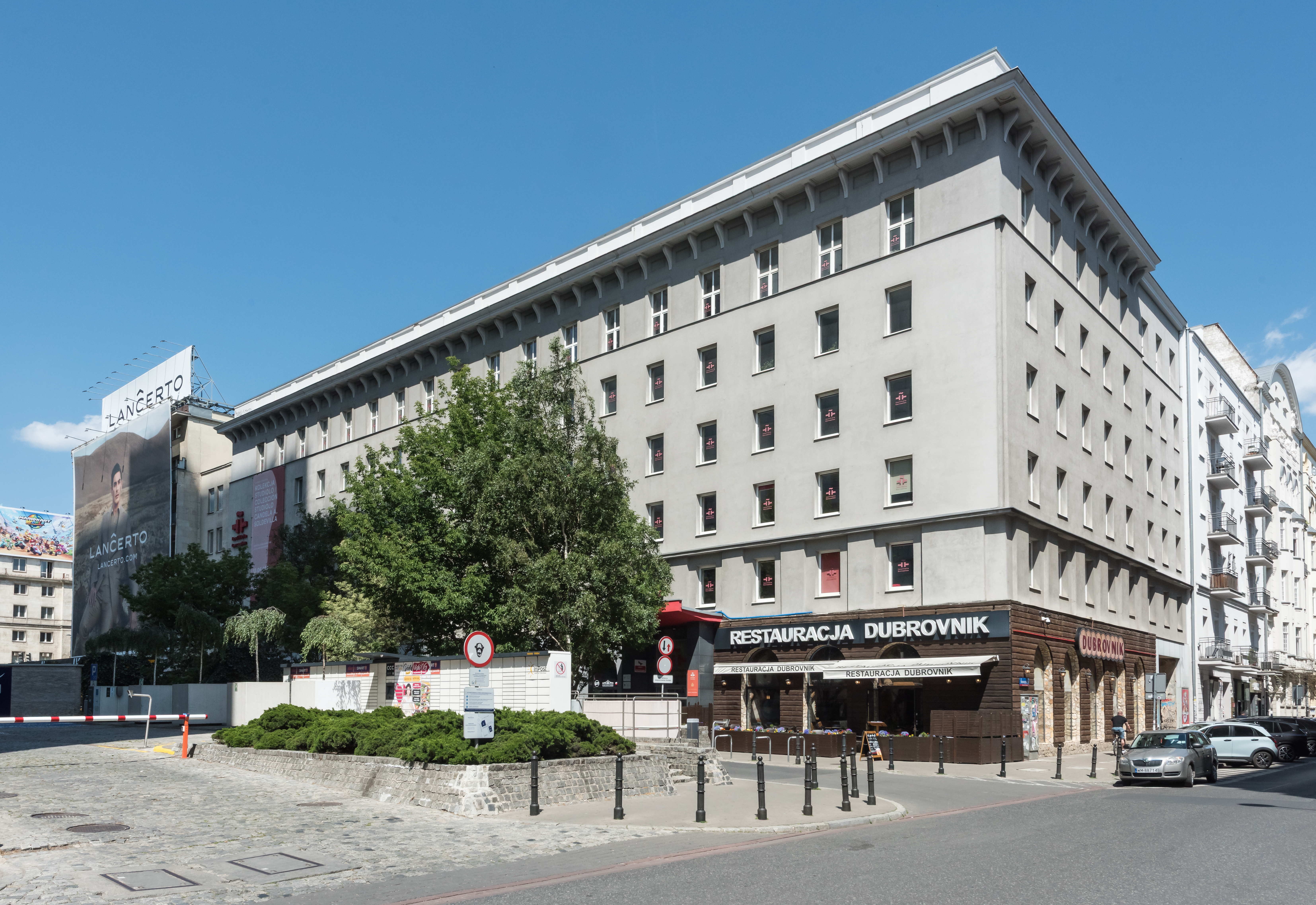
Siedziba Instytutu Cervantesa przy ulicy Nowogrodzkiej 22 w Warszawie

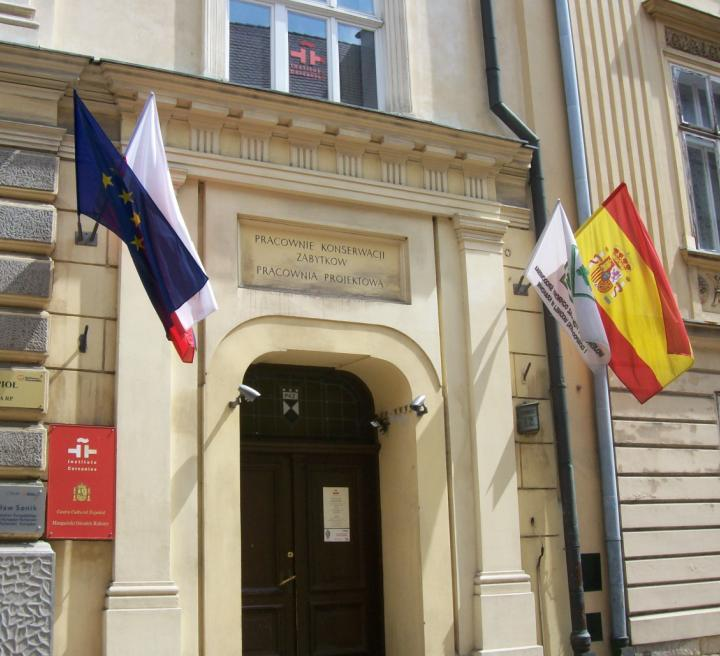
Siedziba Instytutu Cervantesa przy ul. Kanoniczej 12 w Krakowie

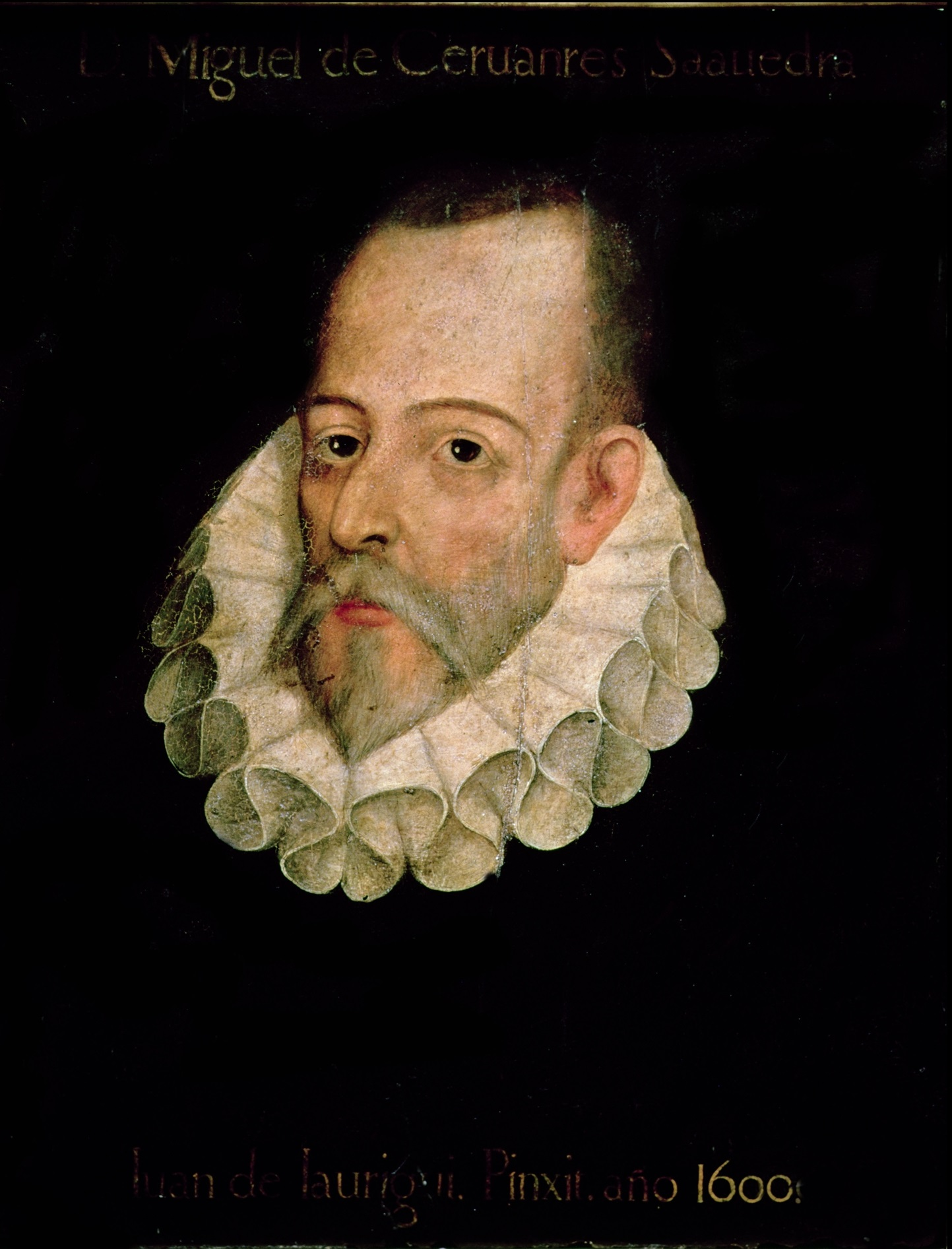
Miguel de Cervantes Saavedra

Jego celem jest promocja i nauczanie języka hiszpańskiego oraz propagowanie kultury Hiszpanii, Hispanoameryki i krajów hiszpańskojęzycznych. Instytut Cervantesa prowadzi zajęcia dla wszystkich grup wiekowych na wszystkich poziomach zaawansowania według wytycznych Rady Europy. Instytut Cervantesa jest także organizatorem egzaminów certyfikatowych DELE, które są jedynymi egzaminami międzynarodowymi z języka hiszpańskiego sygnowanymi przez Ministerstwo Edukacji, Polityki Społecznej i Sportu w Hiszpanii. Szkoła poza kursami stacjonarnymi przygotowującymi do tych egzaminów, oferuje także kursy przez internet na poziomie DELE B1 i B2 przez stronę Aula Virtual de Español (AVE). Instytut Cervantesa w ramach promocji kultury hiszpańskiej i latynoamerykańskiej organizuje różne wydarzenia zarówno w swojej siedzibie, jak i poza nią. W skład tych przedsięwzięć wchodzą: konferencje, seminaria, panele dyskusyjne, spotkania filmowe, promocje i książek i inne. Instytut Cervantesa wziął swoją nazwę od pisarza Miguela de Cervantesa

## Cele i środki
Cele Instytutu Cervantesa według Artykułu 3 Ustawy 7/1991, z 21 marca, która powołuje Instytut Cervantesa, są następujące:
1. Promować powszechne nauczanie, uczenie się i używanie języka hiszpańskiego i krzewić poprzez różne środki i akcje oraz polepszać jakość tych działań
2. Działać na rzecz rozprzestrzeniania się kultury hiszpańskojęzycznej na zewnątrz we współpracy z innymi organami administracji państwowej.

Powyższe realizuje poprzez:
- Organizowanie kursów ogólnych i specjalistycznych języka hiszpańskiego;
- Organizowanie egzaminów DELE – Diplomas de Español como Lengua Extranjera we współpracy z Uniwersytetem z Salamanki;
- Aktualizowanie i szkolenia w metodach nauczania języka hiszpańskiego;
- Wspieranie pracy hispanistów;
- Organizowanie i promowanie programów rozprzestrzeniania hiszpańskiego;
- Organizowanie bibliotek i centrów dokumentacyjnych w swoich siedzibach.

Co roku jest publikowany „Rocznik Hiszpańskiego” (Anuario del español), którego pierwsza edycja miała miejsce w 1998. W roczniku analizuje się sytuację i nowinki w języku hiszpańskim. Poza tym od 1997 działa Centro Virtual Cervantes w internecie.
W 2005 Instytut Cervantesa otrzymał Nagrodę Księcia Asturii (Premio Príncipe de Asturias de Comunicación y Humanidades). Podzielił nagrodę z Alliance française, Società Dante Alighieri, British Council, Instytutem Camõesa i Goethe-Institut.

## Organizacja
- Patronato. Jego Honorowym Przewodniczącym jest Król Hiszpanii Juan Carlos I. Prezydencja Wykonawcza jest złożona z premiera, Ministrów Spraw Zagranicznych, Edukacji i Nauki, Kultury, przewodniczącego i wiceprzewodniczącego Rady Administracji, Dyrektora Instytutu, 25 członków wybranych przez instytucje kulturalne i językowe (Królewska Akademia Hiszpańska, Akademie Językowe Hispanoameryki i Filipin, uniwersytety, akademie hiszpańskie i inne organizacje) i członków stałych jakimi są laureaci Nagrody Cervantesa. Jego funkcją jest wytyczanie generalnej orientacji działalności Instytutu.
- Consejo de Administración (Rada Administracyjna). W jej skład wchodzą przewodniczący Sekretarz Stanu do Współpracy Międzynarodowej (Secretario de Estado de Cooperación Internacional), dwóch wiceprzewodniczących (Podsekretarz z Ministerstwa Edukacji i Nauki i Podsekretarz z Ministerstwa Kultury), dwóch doradców z Patronatu, czterech doradców z ministerstw (Spraw Zagranicznych; Edukacji i Nauki; Kultury; Gospodarki i Skarbu) i Dyrektor Instytutu. Rada ma za zadanie wypracować ogólne plany działalności, czuwać nad wykonywaniem budżetu i zatwierdzać wydatki na współpracę z instytucjami trzecimi.
- Director (Dyrektor), mianowany przez Radę Ministrów Hiszpanii.

## Dyrektorzy
- Nicolás Sánchez-Albornoz (1991–1996),
- Santiago de Mora-Figueroa y Williams (1996–1999),
- Fernando R. Lafuente (1999–2001)
- Jon Juaristi (2001–2004),
- César Antonio Molina (2004–2007),
- Carmen Caffarel (2007–2012),
- Victor García de la Concha (2012–).

## Wirtualne Centrum Cervantesa
Centro Virtual Cervantes jest stroną internetową stworzoną i utrzymywaną przez Instytut Cervantesa w celu wspomożenia rozpowszechniania języka hiszpańskiego i kultur hiszpańskich.

## Ośrodki na świecie
Aby efektywniej wykonywać zadania, zorganizowano Instytut w:
- Centros Cervantes:
  -  Korea Południowa (Seul)
  -  Czechy (Praga)
  -  Bułgaria (Sofia)
  -  Niemcy (Berlin, Brema, Frankfurt, Monachium, Hamburg)
  -  Algieria (Algier, Oran)
  -  Austria (Wiedeń)
  -  Belgia (Bruksela)
  -  Brazylia (Belo Horizonte, Rio de Janeiro, São Paulo, Salvador, Kurytyba, Brasília, Porto Alegre, Florianópolis i Recife)
  -  Kanada (Calgary)
  -  Chiny (Pekin)
  -  Egipt (Aleksandria, Kair)
  -  Chorwacja (Zagrzeb)
  -  Stany Zjednoczone (Albuquerque, Chicago, Nowy Jork, Seattle, San Francisco)
  -  Filipiny (Manila, Zamboanga)
  -  Francja (Bordeaux, Lyon, Paryż, Tuluza)
  -  Grecja (Ateny)
  -  Węgry (Budapeszt)
  -  Irlandia (Dublin)
  -  Islandia (Reykjavík)
  -  Izrael (Tel Awiw)
  -  Indie (Delhi)
  -  Indonezja (Dżakarta)
  -  Włochy (Mediolan, Neapol, Palermo, Rzym)
  -  Japonia (Tokio)
  -  Jordania (Amman)
  -  Liban (Bejrut)
  -  Malezja (Kuala Lumpur)
  -  Maroko (Casablanca, Fez, Rabat, Tanger, Tetuan i Marrakesz)
  -  Holandia (Utrecht)
  -  Polska (Warszawa, Kraków)
  -  Portugalia (Lizbona)
  -  Wielka Brytania (Leeds, Londyn, Manchester, Gibraltar)
  -  Rumunia (Bukareszt)
  -  Rosja (Moskwa)
  -  Słowacja (Bratysława)
  -  Słowenia (Lublana)
  -  Serbia (Belgrad)
  -  Syria (Damaszek)
  -  Szwecja (Sztokholm)
  -  Tunezja (Tunis)
  -  Turcja (Stambuł)
  -  Wietnam (Hanoi)
- Aulas Cervantes
  -  Algieria (Annaba, Bidżaja, Blida, Mustaghanam, Sidi Bel Abbes, Satif, Tilimsan)
  -  Maroko (Al-Husajma, Szafszawan, Larache, Nador)
  -  Stany Zjednoczone (Boston)
  -  Senegal (Dakar)
- Red de instituciones asociadas (Sieć instytucji stowarzyszonych)

## W Ameryce
W Ameryce podobną rolę pełnią Biura Współpracy Technicznej (Oficinas de Cooperación Técnica) i Centra Kulturalne Hiszpanii (Centros Culturales de España) zależne od Hiszpańskiej Agencji Współpracy Międzynarodowej. Wcześniej tę funkcję pełniły Instytuty Współpracy Iberoamerykańskiej (Institutos de Cooperación Iberoamericana).

## Siedziba Centrali
Centrala instytutu mieści się w Madrycie, w budynku „las Cariátides” przy ul. Alcalá (dawna siedziba Hiszpańskiego Banku Centralnego) i w podmadryckiej Alcalá de Henares, na ul. Libreros de la ciudad. W Alcalá de Henares urodził się właśnie Miguel de Cervantes.

## Siedziba w Polsce
Instytut początkowo mieścił się w budynku Ambasady Hiszpanii przy ul. Myśliwieckiej 4 (1994-2008), obecnie w budynku przy ul. Nowogrodzkiej 22 (2008-).
Od 2004 utrzymuje też placówkę w Krakowie w zabytkowej kamienicy Malarnia.